# Jaderná elektrárna Heysham
Heysham je jaderná elektrárna ležící v Lancashire v Anglii, kterou provozuje firma British Energy.
Elektrárna Heysham se skládá ze dvou bloků (Heysham 1, Heysham 2), v každém jsou dva plynem chlazené reaktory. Celkový instalovaný výkon činí 2400 MW.
Stavba jednotky Heysham 1 začala v roce 1970 a první reaktor byl uveden do provozu v roce 1983, druhý o rok později. Plného komerčního provozu ale bylo kvůli technickým problémům dosaženo až v roce 1989. Předpokládaná životnosti reaktorů je do roku 2014.
Výstavba jednotky Heysham 2 začala v roce 1979 a do provozu byla uvedena v roce 1988 a její plánovaná životnost je do roku 2023.